# Corytophanidae
Famille
Synonymes
- Corytophaninae Fitzinger, 1843
- Basiliscinae Cope, 1900

Les Corytophanidae sont une famille de sauriens. Elle a été créée par Leopold Fitzinger en 1843.

## Répartition
Les espèces de cette famille se rencontrent dans le nord de l'Amérique du Sud, en Amérique centrale et dans le sud de l'Amérique du Nord.

## Liste des genres
Selon The Reptile Database (15 juillet 2012) :
- Basiliscus Laurenti, 1768
- Corytophanes Boie, 1826
- Laemanctus Wiegmann, 1834

## Publications originales
- Cope, 1900 : The crocodilians, lizards and snakes of North America. Annual report of the Board of Regents of the Smithsonian Institution, vol. 1898, p. 153-1270 (texte intégral).
- Fitzinger, 1843 : Systema Reptilium, fasciculus primus, Amblyglossae. Braumüller et Seidel, Wien, p. 1-106 (texte intégral).